# هونگماو
هونگماو (به لاتین: Hongmao) یک شهرک در جمهوری خلق چین است که در شهرستان خودمختار کیونگژونگ لی و ماو واقع شده‌است. هونگماو ۳۲۰ متر بالاتر از سطح دریا واقع شده‌است.